# Ganiyu Tijani
Ganiyu El Hadj Tijani (8 settembre 1991) è un ex calciatore nigerino, di ruolo centrocampista.

## Carriera

### Club
Tra il 2012 ed il 2017 ha giocato per complessive cinque stagioni nella prima divisione nigerina, quattro delle quali (dal 2012 al 2016) nell'Olympic Niamey.

### Nazionale
Tra il 2013 ed il 2017 ha giocato 5 partite in nazionale.